# Burgstall Alter Rothenberg
Der Burgstall Alter Rothenberg ist eine ehemalige hochmittelalterliche Adelsburg, die über der Einöde Lochhof auf dem  gleichnamigen Alten Rotenberg, auch Reisberg genannt, in der Gemeinde Simmelsdorf im mittelfränkischen Landkreis Nürnberger Land in Bayern, Deutschland liegt. Die Burg ist heute fast vollkommen abgegangen, nur noch sehr wenige Reste zeugen von ihr.
Der Burgstall ist jederzeit frei zugänglich.

## Geographische Lage

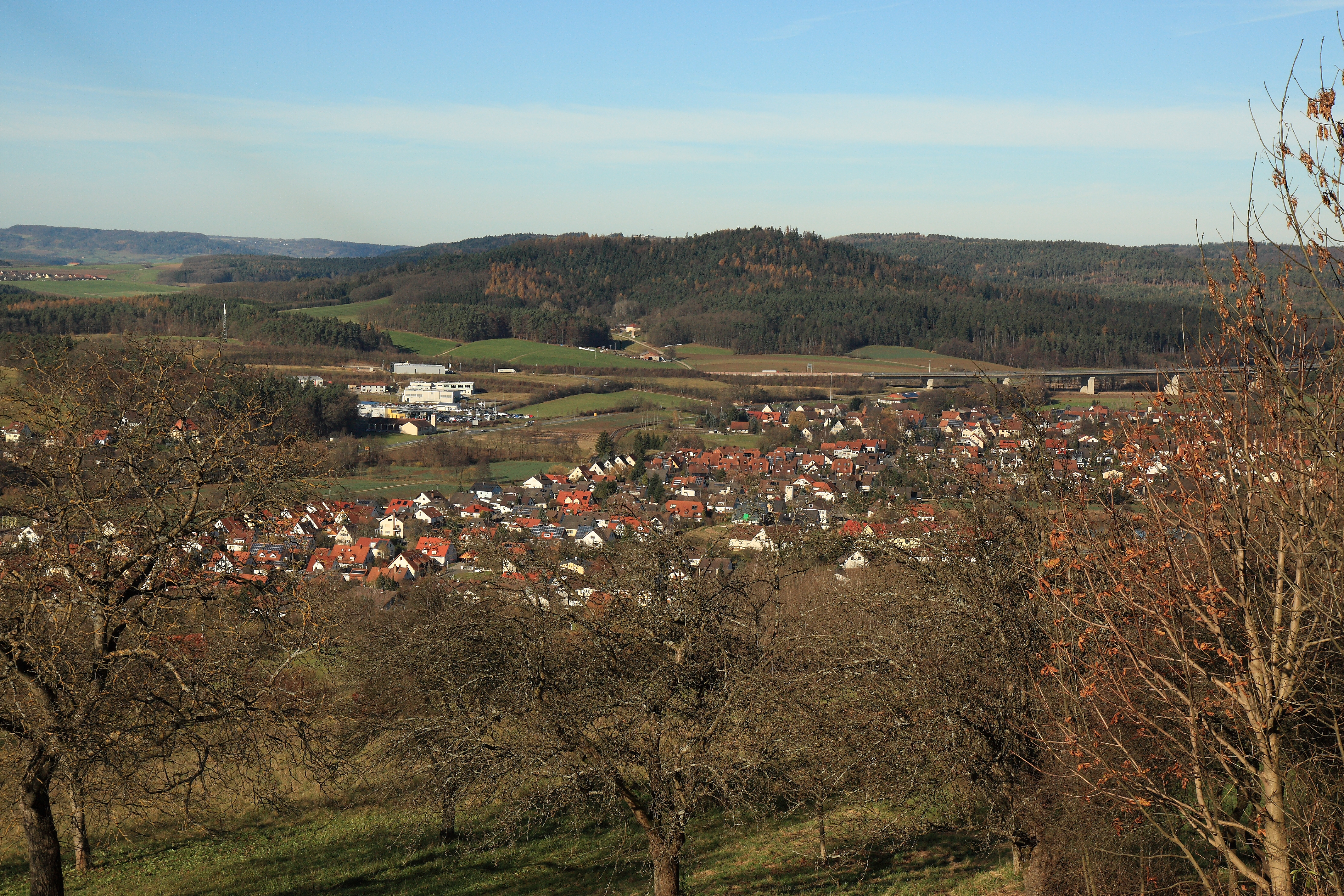
Bild 2: Der Alte Rotenberg aus südöstlicher Richtung über dem Markt Schnaittach. Am Fuß des Berges ist der Lochhof zu erkennen. (2010)

Die ehemalige Burganlage befindet sich im Westteil der Fränkischen Alb auf der 505,3 m ü. NHN hohen Kuppe des Alten Rotenberges, der auch als Reisberg bezeichnet wird. Der Alte Rotenberg liegt am Südende einer sich von Nord nach Süd ziehenden kleinen Hügelkette, die an der Westseite vom Tal des Röttenbaches und östlich von Tal der Schaittach begrenzt wird.
Der Burgstall liegt circa 150 Meter über dem Tal und etwa 640 Meter nordnordwestlich der Einöde Lochhof oder 2500 Meter nordnordwestlich der katholischen Pfarrkirche Sankt Kunigund in Schnaittach.
In der Nähe befinden sich noch weitere ehemalige mittelalterliche Burgen: wenige Kilometer nordnordöstlich der Burgstall auf dem Hienberg über dem Rampertshof, und etwas weiter in ostnordöstlicher Richtung die Burgruine Osternohe über der gleichnamigen Ortschaft. Auch die Festung Rothenberg über Schnaittach, an deren Stelle sich ein Nachfolgebau der Burg auf dem Alten Rothenberg befand, liegt etwa 3,8 Kilometer in südöstlicher Richtung. Nordwestlich befindet sich der Burgstall Hainburg auf dem 507 Meter hohen Küheberg über Igensdorf.

## Geschichte der Burg
Man vermutete, dass es sich bei den Befestigungsresten auf der Kuppe des Alten Rotenberges um eine vorgeschichtliche Wallanlage handelte, bis im Jahr 1935 bei einer Ausgrabung durch Metall- und Keramikfunde eine Besiedlung um das Jahr 1200 nachgewiesen werden konnte.
Der Name Rothenberg geht vermutlich auf die rötliche Färbung des hier anstehenden Eisensandstein zurück, könnte sich aber auch auf „Gerodeter Berg“ beziehen. Bei dem nahen Lochhof (Bild 2) handelt es sich wahrscheinlich um den Wirtschaftshof der mittelalterlichen Burg.
1254 nannte sich das Reichsministerialengeschlecht von Hiltpoltstein, das sich auch nach der Burg Lauf benannte, erstmals mit Hilteboldus de Rotenberge nach der Burg. Sie erbauten ihre freieigene Burg vermutlich in der ersten Hälfte des 12. Jahrhunderts.
Der Grundbesitz auf dem die Burg stand, lag aber in Händen des Hochstifts Bamberg, über den die Staufer über ihre Untervögte die Vogtei ausübten.
Möglicherweise nutzten die Rotenberger die Schwäche des Königtums nach 1241/50 zum Bau einer eigenen Anlage, sie nannten sich ja erstmals zu Beginn des Interregnums nach der Burg.
Die Familie erscheint letztmals 1285 in den Urkunden, sie ist zwischen 1285 und 1289 erloschen.
Die Burg kam dann durch die Ehe einer Tochter des Hiltpold an die Herren von Wildenstein, die ihren Stammsitz bei Dietfurt an der Altmühl hatten. Diese herzoglich-bayerischen Ministerialen saßen mit Dietrich I. von Wildenstein und seinen Söhnen seit spätestens 1289 auf Burg Rotenberg. Infolge der Heirat übernahmen sie auch das Wappen der Hiltpoltsteiner. Heinrich IV. von Wildenstein von dem Rotenberge, ein Sohn des Dietrich, ist für 1297 als Ministeriale im Dienst Herzog Rudolphs von Bayern belegt.
Anfang des 14. Jahrhunderts wurde Burg Rotenberg zerstört, worauf archäologisch nachgewiesene Brandschichten hindeuten.
Diese Zerstörung könnte mit der Fehde von 1301 zwischen Graf Gebhard VII. von Hirschberg, des Grafen von Oettingen und König Albrecht gegen den bayerischen Herzog in Zusammenhang stehen, bei der zahlreiche Burgen vernichtet wurden.
Zwischen den Jahren um 1280 und 1316 wird das castrum Rotenberge in Bamberger Nekrologen noch erwähnt, danach wurde die Burg Rotenberg endgültig zerstört oder aufgelassen.
1350 wird bei einer Ortsbezeichnung (Weygenheimstorf pei dem Rotenperg) nur noch der Rotenberg erwähnt, ab 1366 wird selbst der Rotenberg als Reisberg (Weygenstorf unter dem Reisberg) bezeichnet.
Der Grund für die Aufgabe der Burg auf dem Alten Rotenberg war der Neubau einer Burg auf dem wenig östlich gelegenen „neuen“ Rothenberg um das Jahr 1330, an der Stelle, an der sich die heutige Festung Rothenberg befindet.
Heute ist die Stelle der ehemaligen Burg dicht bewaldet, erhalten ist nur der Abschnittsgraben zwischen Vor- und Hauptburg, der Umfassungsgraben der Hauptburg und stellenweise der stark verschliffene Graben der Vorburg. Ein Wanderweg führt heute direkt durch den Abschnittsgraben.
Das vom bayerischen Landesamt für Denkmalpflege als „Mittelalterlicher Burgstall“ erfasste Bodendenkmal trägt die Denkmalnummer D-5-6433-0172.

## Beschreibung des Burgstalls
Die ehemalige Höhenburg befindet sich auf der höchsten Stelle des Alten Rotenberges (Bild 2), einer flachen und ovalförmigen Kuppe, die bis auf die leicht abfallende nordwestliche Seite steil und tief zum Tal hin abfällt.
Die Fläche dieser relativ großen Gipfelburg ist von ovaler Form und hat eine Länge von etwa 220 Meter und eine größte Breite von 100 Metern. Diese Maße waren vermutlich auch der Grund zur Annahme einer vorgeschichtlichen Anlage. Sie teilt sich in eine Vorburg und in eine etwa gleich große  Hauptburg, die von einem gemeinsamen Ringgraben mit teilweisem Außenwall umgeben wird.
Die Vorburg lag vermutlich an der weniger steil abfallenden Westseite, der Ringgraben, der sie einst schützte, ist heute stark verschliffen und nur noch an ihrer Südseite erkennbar (Bild 3 und 4). An der Nordseite deutet eine Terrasse die Fortsetzung des Grabens an. Die Ostseite der Vorburg wird auf der gesamten Breite von einem Graben zwischen Vor- und Hauptburg begrenzt. Ihr Plateau hat eine etwa trapezförmige Fläche mit den Maßen von etwa 100 mal 80 Metern.
Der Zugang zur Burg lag vermutlich an der Südseite. Bebauungsspuren sind bis auf einen kleinen 5 mal 3 Meter messenden, rechteckigen Hügel am Graben zur Hauptburg nicht mehr sichtbar.
Zwischen der Vorburg und der etwa gleich großen Hauptburg befindet sich ein etwa 6 Meter tiefer und an seiner Oberseite noch 10 bis 12 Meter breiter Abschnittsgraben (Bild 5), der gerade von Nord nach Süd verläuft. Die Grabensohle ist an den beiden Enden heute noch bis 4 Meter breit, die Mitte des Grabens ist durch einen Erdrutsch stark verengt. Am östlichen und vor allem am nördlichen Grabenende hat sich ein je ein großer Abraumhügel erhalten, der nördliche springt noch etwa 20 Meter bastionsartig aus dem hier steil abfallenden Hang hervor, und fällt dann ebenfalls sehr steil zum Tal hin ab (Bild 6).
Auf der durch steilen Abfall des Geländes besser geschützten Ostseite lag vermutlich der Bereich der Hauptburg. Die unregelmäßig oval geformte und unebene, teiles mit kleineren Mulden und Erdhügeln durchsetzte Oberfläche hat eine größte Länge von 100 Metern von Nord nach Süd, und eine größte Breite von etwa 80 Meter. Ihre Westseite wurde durch den Abschnittsgraben geschützt, die drei restlichen Seiten umzieht ein ausgeprägter Ringgraben mit Außenwall (Bild 1 und 7). Der einzige Rest der ehemaligen Bebauung ist ein etwa 30 Meter langer Wall, der noch ungefähr einen Meter hoch und 5 Meter breit ist, und sich am westlichen Rand der Hauptburg unmittelbar am Abschnittsgraben entlangzieht. Vermutlich verlief der Zugang zur Hauptburg über eine Brücke über den Abschnittsgraben.
Der Ringgraben mit Außenwall zog sich, mehrfach gebogen und durch Waldfuhren unterbrochen um die Hauptburg, und hat noch eine Breite von 4 bis maximal 8 Meter und eine Tiefe von ein bis drei Meter.
Wallschnitte ergaben keine Hinweise auf Ein- oder Aufbauten aus Holz oder Stein, nur eine zweistufige Erdbrustwehr an der Innenseite des Walls wurde festgestellt.
Da im Bereich der Burganlage nur geringe Fundamentreste gefunden wurden, schlossen die Ausgräber 1935 auf „Gebäude aus Holz, möglicherweise vielleicht mit Steinfundamenten“.

## Bilder des Burgstalls

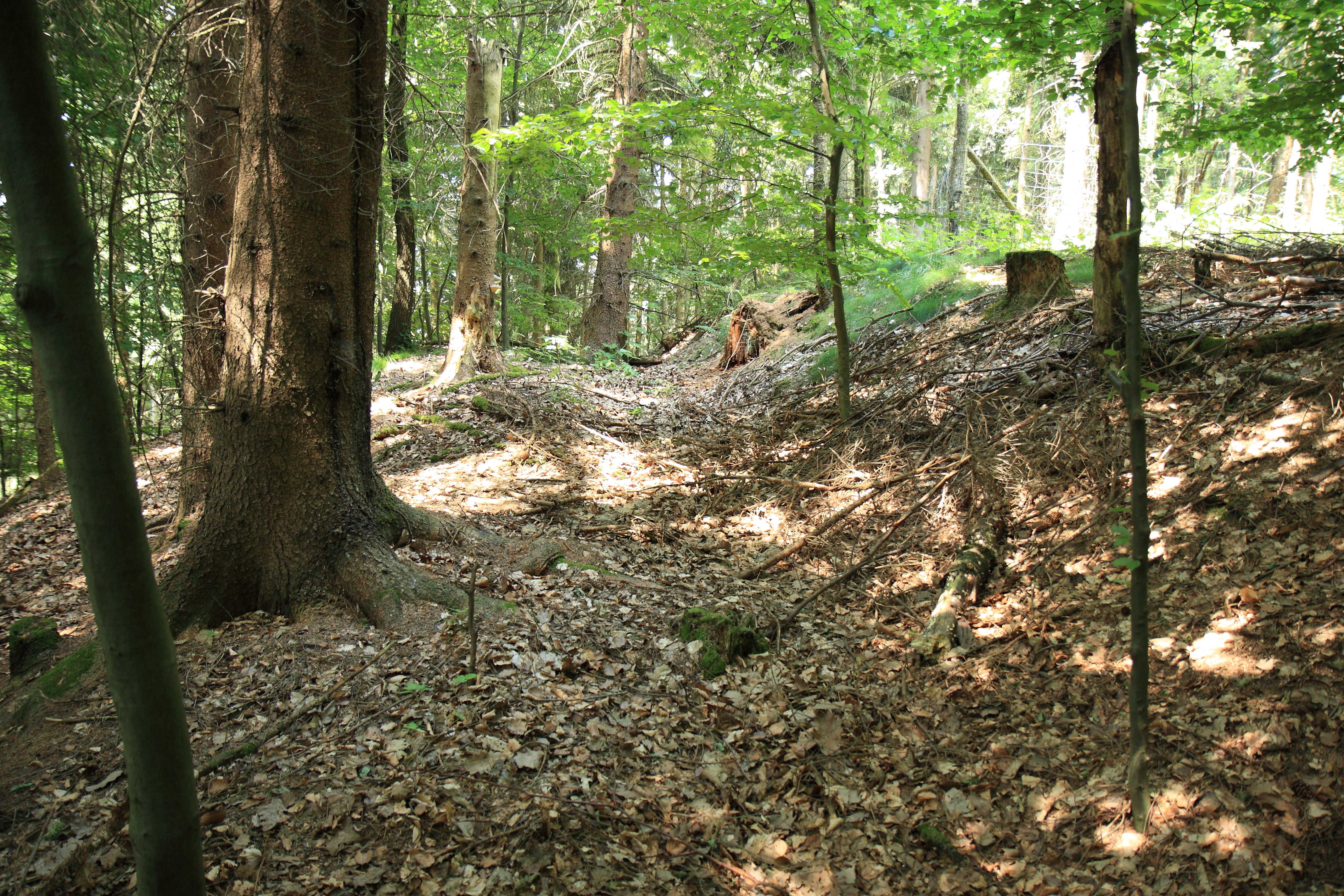
Bild 3: Der südliche Teil des Ringgrabens der Vorburg (2010)
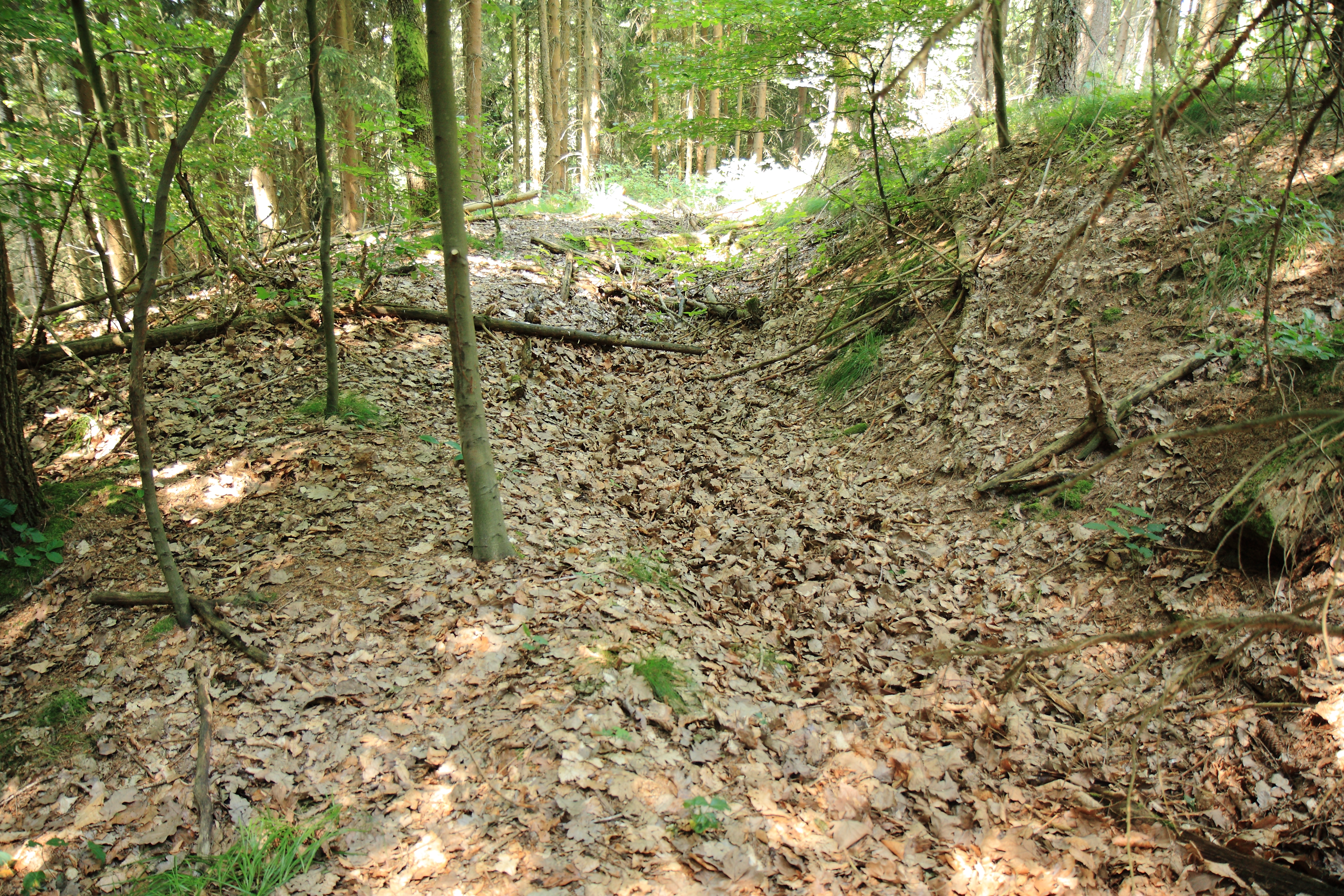
Bild 4: Der südliche Teil des Ringgrabens der Vorburg (2010)
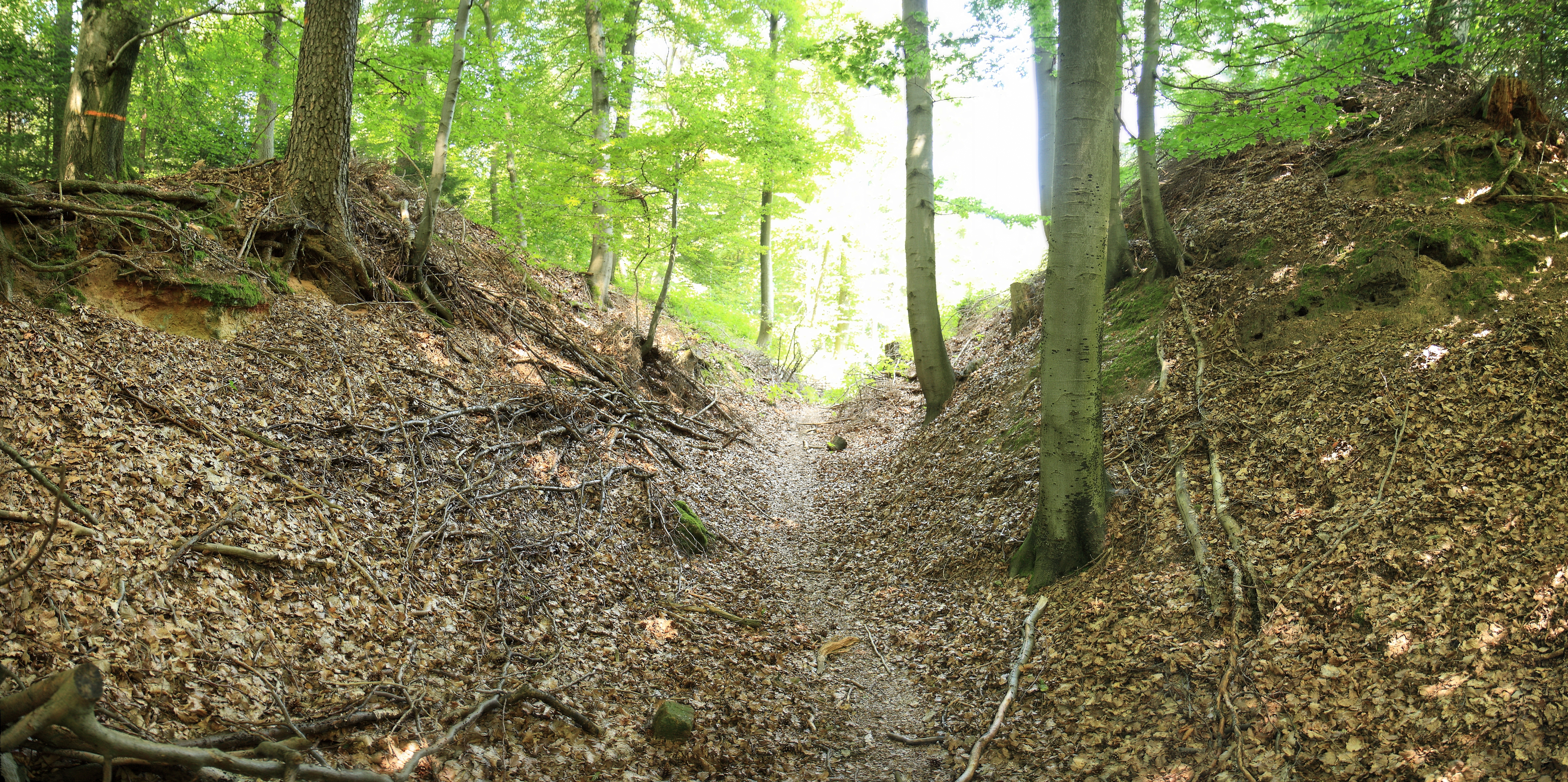
Bild 5: Der Abschnittsgraben zwischen Hauptburg rechts und Vorburg aus südlicher Richtung (2010)
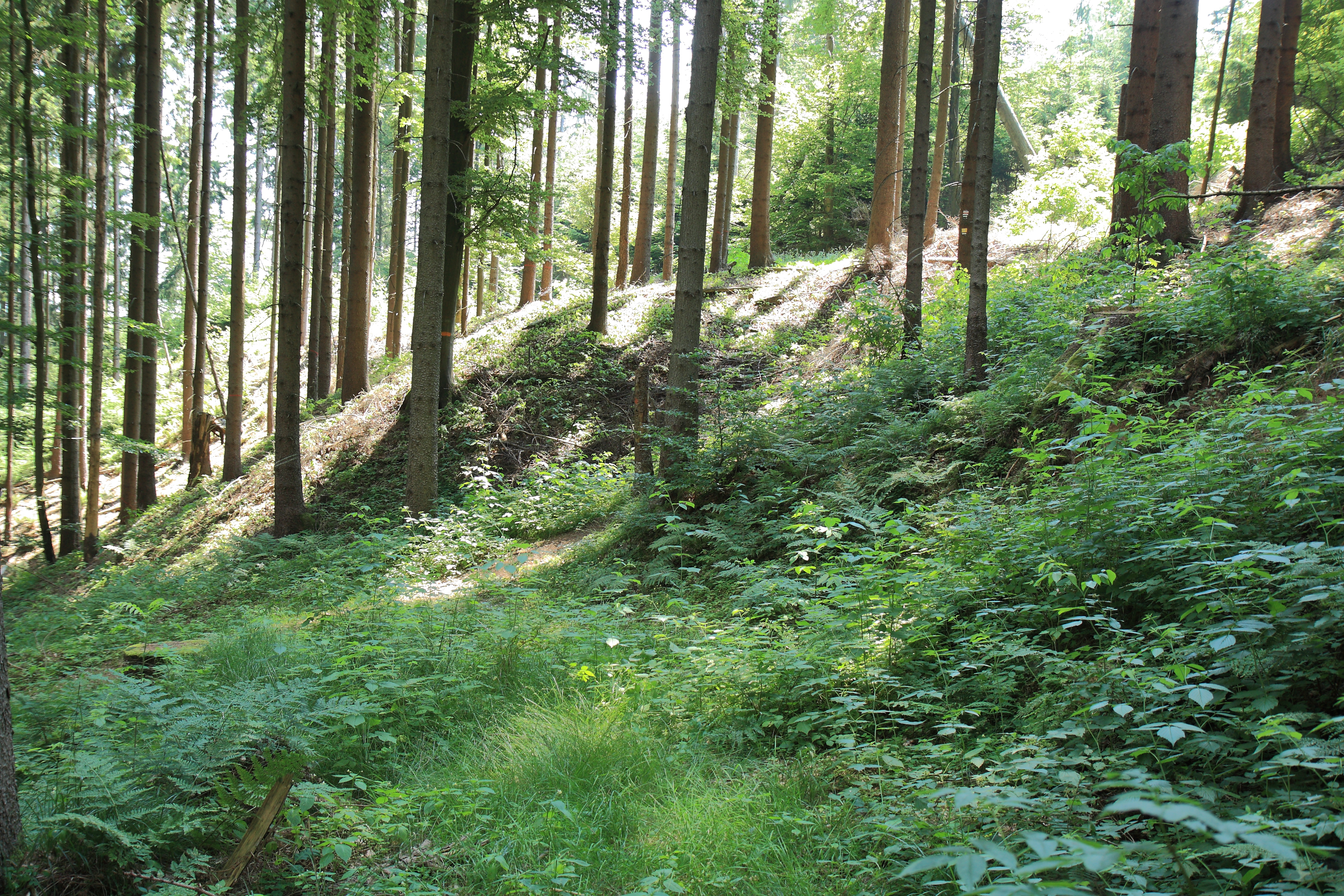
Bild 6: Der nördliche Abraumhügel von Westen (2010)
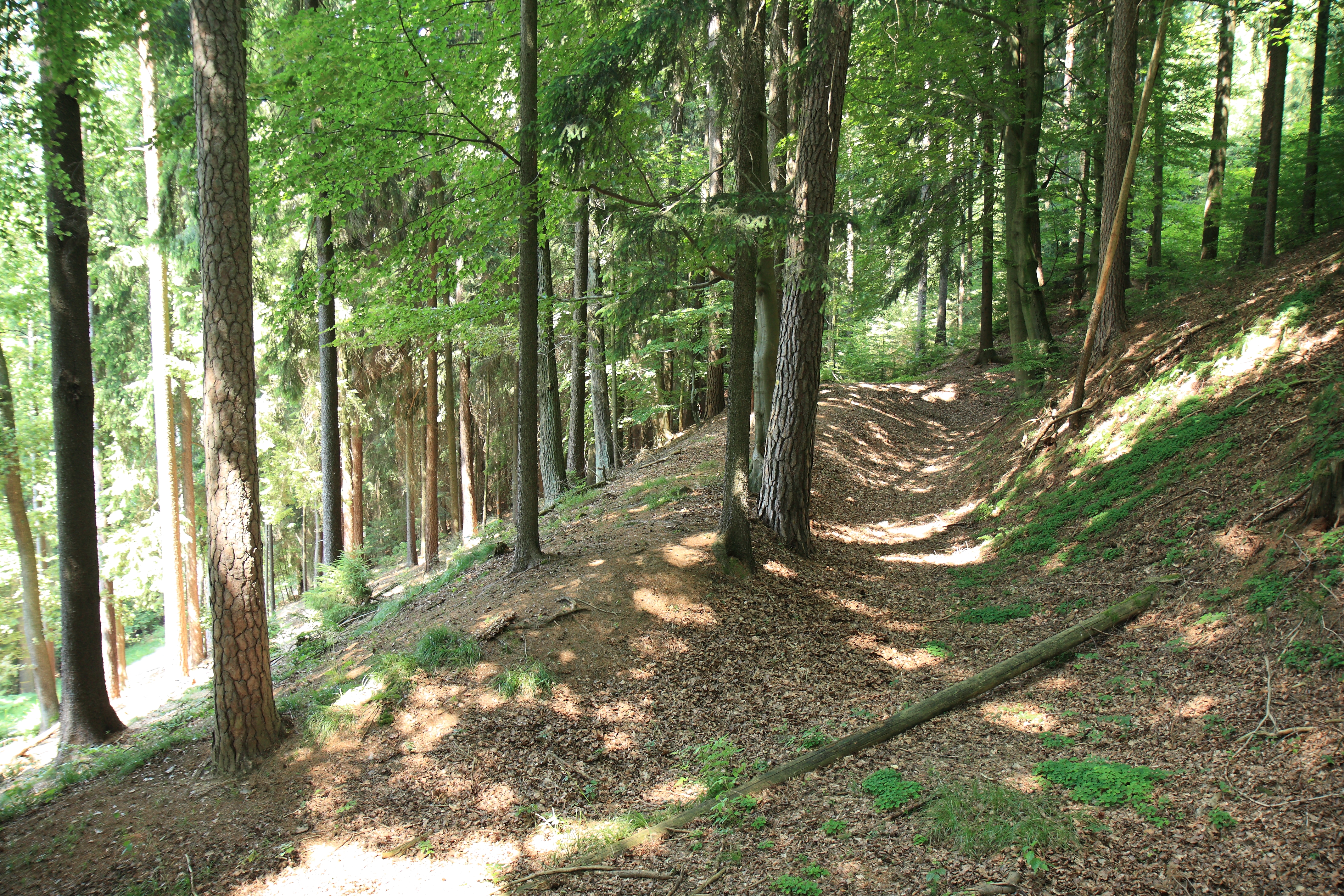
Bild 7: Der südliche Teil des Ringgrabens der Hauptburg (2010)